# 村上真夏
村上真夏（日语：／ Murakami Manatsu，1999年8月24日—）是日本的女性聲優，神奈川縣出身。隸屬於81 Produce。

## 人物
日本播音演技研究所出身。2018年10月1日加入同養成所的相關公司ARISE PROJECT。2025年1月退出ARISE PROJECT成為自由工作者。同年4月加入81 Produce。
2019年開始為聲優團體「DIALOGUE+」的成員。
在聽了《HUNTER×HUNTER》與《心連·情結》中扮演不同角色的澤城美雪的演技後受到感動，決定成為聲優。

## 演出作品
※粗體字為主要角色。

### 電視動畫
2019年
- 獵獸神兵（小孩E）

2020年
- 無能力者娜娜（學生）

2021年
- 奇巧計程車（三矢雪／和田垣櫻）
- 聖女魔力無所不能（宮廷的女性、女僕）
- 刮掉鬍子的我與撿到的女高中生（女子）
- 開掛藥師的異世界悠閒生活～到異世界開藥房去～（女）

2022年
- CUE!（九条柚葉）
- 明日同學的水手服（明日小路）

2024年
- 魔王軍最強的魔術師是人類（アリステア[11]）

2025年
- MOMENTARY LILY 剎那之花（霞蓮華[12]）
- 我與尼特女忍者的莫名同居生活（朝倉陽葵[13]）
- 黑岩目高不把我的可愛放在眼裡（部員C）
- 小手指同學，請別亂摸（狹山丘千代[14]）

### 劇場動畫
2018年
- 妖怪手錶：永遠的朋友

2022年
- 電影 奇巧計程車 深入森林（三矢雪）

### 遊戲
2019年
- Alteil NEO（魔術的舞姬琪露露[15]）
- 亞爾堤戰記（奉獻輓歌利諾斯[16][17]）
- CUE!（九條柚葉[18]）

2022年
- 碧藍航線（普利茅斯）

2023年
- 宿命迴響（四季・春）

### 數位漫畫
- Season1（2019年，雪乃）

### 網路電視
- 村上真夏與立花日菜的盛夏曬太陽（2020年－，NICONICO直播（Seaside頻道））[19]

## 音樂CD

### 角色歌
| 發售日   | 商品名稱           | 演唱名義 | 歌曲                   | 備註                 |
| 2019年   | 2019年             | 2019年   | 2019年                 | 2019年               |
| -------- | ------------------ | -------- | ---------------------- | -------------------- |
| 11月27日 | Forever Friends    | AiRBLUE  | 「Forever Friends」    | 遊戲《CUE!》片頭曲   |
| 11月27日 | Forever Friends    | AiRBLUE  | 「」                   | 遊戲《CUE!》相關歌曲 |
| 11月27日 | Forever Friends    | Bird     | 「Forever Friends」    | 遊戲《CUE!》相關歌曲 |
| 2020年   |                    |          |                        |                      |
| 1月22日  |                    | Bird     | 「」 「」 「our song」 | 遊戲《CUE!》相關歌曲 |
| 3月25日  | beautiful tomorrow | AiRBLUE  | 「beautiful tomorrow」 | 遊戲《CUE!》相關歌曲 |
| 3月25日  | beautiful tomorrow | Bird     | 「beautiful tomorrow」 | 遊戲《CUE!》相關歌曲 |

### 组合成员
1. 1 2  六石陽菜（內山悠里菜）、鷹取舞花（稗田寧寧）、鹿野志穗（守屋亨香）、月居穗乃香（緒方佑奈）、天童悠希（鷹村彩花）、赤川千紗（宮原颯希）、惠庭愛理（飯塚麻結）、九條柚葉（村上真夏）、夜峰美晴（安齋由香里）、神室絢（松田彩希）、宮路真幌（山口愛）、日名倉莉子（鶴野有紗）、丸山利惠（立花日菜）、宇津木聰里（小峯愛未）、明神凜音（佐藤舞）、遠見鳴（土屋李央）
2. 1 2 3  天童悠希（鷹村彩花）、赤川千紗（宮原颯希）、惠庭愛理（飯塚麻結）、九條柚葉（村上真夏）

## 外部連結
- 事務所官方簡歷 （页面存档备份，存于）（日語）